# Ivan Párkányi
Ivan Párkányi (1. ledna 1896 Teresova (Tarasivka) – 23. prosince 1996 Praha) byl rusínský politik, poslední guvernér Podkarpatské Rusi, ministr vlády ČSR, dlouholetý úředník Kanceláře prezidenta republiky ČSR, zakladatel pražské řeckokatolické farnosti, rytíř – komtur Řádu svatého Silvestra.